# Molopsida
Molopsida is een geslacht van kevers uit de familie van de loopkevers (Carabidae). De wetenschappelijke naam van het geslacht is voor het eerst geldig gepubliceerd in 1846 door White.

## Soorten
Het geslacht Molopsida omvat de volgende soorten:
- Molopsida alpinalis (Broun, 1893)
- Molopsida antarctica (Castelnau, 1867)
- Molopsida carbonaria (Broun, 1908)
- Molopsida cincta (Broun, 1893)
- Molopsida convexa (Broun, 1917)
- Molopsida cordipennis (Broun, 1912)
- Molopsida debilis (Sharp, 1886)
- Molopsida diversa (Broun, 1917)
- Molopsida dubia (Broun, 1894)
- Molopsida fovealis (Broun, 1917)
- Molopsida fuscipes (Broun, 1923)
- Molopsida halli (Broun, 1917)
- Molopsida longula (Broun, 1917)
- Molopsida marginalis (Broun, 1882)
- Molopsida optata (Broun, 1917)
- Molopsida oxygona (Broun, 1886)
- Molopsida phyllocharis (Broun, 1912)
- Molopsida polita White, 1846
- Molopsida pretiosa (Broun, 1910)
- Molopsida propinqua (Broun, 1917)
- Molopsida puncticollis (Sharp, 1883)
- Molopsida robusta (Broun, 1921)
- Molopsida seriatoporus (Bates, 1874)
- Molopsida simplex (Broun, 1903)
- Molopsida simulans (Broun, 1894)
- Molopsida southlandica (Broun, 1908)
- Molopsida strenua (Broun, 1894)
- Molopsida sulcicollis (Bates, 1874)